# سیارک ۲۷۳۰۱
سیارک ۲۷۳۰۱ (به انگلیسی: 27301 Joeingalls، نامگذاری:2000AT168)۲۷۳۰۱مین سیارک کشف شده‌است که در ۰۶ ژانویه ۲۰۰۰ کشف شد.